# Carrières-sur-Seine
Carrières-sur-Seine település Franciaországban, Yvelines megyében. Lakosainak száma 15 002 fő (2022. január 1.). Carrières-sur-Seine Nanterre, Chatou, Houilles, Montesson, Sartrouville és Bezons községekkel határos.

## Népesség
A település népességének változása:
| Lakosok száma | 15 205 | 15 197 | 15 476 | 14 967 | 15 003 | 15 178 | 15 115 | 15 038 | 15 002 |
|               | 2013   | 2015   | 2016   | 2017   | 2018   | 2019   | 2020   | 2021   | 2022   |